# 福岡舞鶴誠和中学校・福岡舞鶴高等学校
福岡舞鶴誠和中学校・福岡舞鶴高等学校（ふくおかまいづるせいわちゅうがっこう・ふくおかまいづるこうとうがっこう、英: Fukuoka Maizuru Seiwa Junior High School & Fukuoka Maizuru Senior High School）は、福岡県福岡市西区北原2丁目に所在する私立中学校・高等学校。

## 学校紹介
（この節の主な出典）
- 住居表示
  - 旧住所は福岡市西区徳永1110番地2号である。[3]
- 空調設備
  - 放送室を除き全室に冷暖房が完備されており、アリーナにも設置されている。
- 飲食
  - 食堂の名前が食堂のリニューアルと同時に「舞テラス」となった。
  - 食堂には様々な料理や日替わり定食等がある。
  - 飲料や軽食の自販機が食堂や食堂周辺にある。
- 学習
  - ICT教育に力を入れており[1]全室にWi-Fi機器、各教室に電子黒板[4]を設置している。
  - 政府のGIGAスクール構想や公衆電話減少の影響で、スマホの持ち込みが2021年3月より許可された。2021年度入学生よりタブレット端末を用いたICT教育が順次開始された。
  - 図書室には自習スペースが設けられている[1][2]。
  - 情報処理室で授業中や放課後にはPCを用いた学習が出来る。使用する場合は事前に担当教諭に申し出る必要がある。
- 制服、舞テラス
  - 100周年の記念の年にリニューアルされた。
- 風紀面
  - 風紀検査に関する校則をも遵守することを条件に生徒の自主性に任せられるようになった。
  - 定期的な風紀検査は廃止された。

## 沿革
（沿革節の出典）
- 1922年（大正11年） - 福岡市に川島裁縫女学校 を創立
- 1954年（昭和29年） - 学校法人川島学園を設立
- 1961年（昭和36年） - 福岡市原（現在の福岡市立大原小学校敷地）に川島学園室見丘女子高等学校(普通科) を設立
- 1972年（昭和47年） - 川島学園室見丘女子高等学校を共学化し川島学園高等学校と改称、西区田尻（現在の福岡ろうあ福祉会敷地）に移転
- 1980年（昭和55年） - 福岡舞鶴高等学校と改称
- 1983年（昭和58年） - 現在地（西区徳永）に新校舎落成
- 1993年（平成05年） - 情報処理教室新築
- 1995年（平成07年） - 福岡舞鶴高等学校附属中学校開校
- 2011年（平成23年） - 社会福祉法人 福岡舞鶴誠和保育園開園
- 2013年（平成25年） - 附属中学校を福岡舞鶴誠和中学校に改称
- 2015年（平成27年） - 社会福祉法人 福岡舞鶴誠和保育園Ⅱ開園
- 2018年（平成30年） - 全教室に電子黒板設置完了
- 2020年（令和02年） - 校内にWi-Fi整備完了
- 2021年（令和03年） - 体育館に冷暖房完備
- 2022年（令和04年） - 11月10日 - 創立100周年を迎えた。
- 2023年（令和05年） - 設置者が学校法人川島学園から学校法人福岡舞鶴誠和学園へ変更[6]

## 年間行事
（年間行事節の出典）

- 04月 - 入学式
- 05月 - 集団宿泊研修、クリーン作戦（清掃活動）、体育祭
- 06月 - ラブアースクリーン（清掃活動）避難訓練
- 08月 - 立会演説会
- 09月 - クラスマッチ
- 10月 - 芸術鑑賞、舞鶴祭、秋休み
- 11月 - 創立記念式典、生徒総会
- 03月 - 修学旅行、デイハイク

## 部活動
（部活動節の出典）
- ラグビー、男子新体操、野球、バスケットボール、バレーボール、バドミントン、ソフトテニス、サッカー（中高独立して活動）、陸上競技、柔道、剣道、卓球、総合運動、ダンス同好会、茶道、美術、書道、写真、華道、歴史、囲碁・将棋、科学、情報技術、パソコン、吹奏楽、総合文化、ハンドメイド同好会、演劇同好会、放送同好会、ESS同好会、合唱同好会、かるた同好会

## アクセス
- 昭和バス舞鶴高校入口より徒歩1分
- 九大学研都市駅より徒歩11分

## 出身者

### 高等学校
- 玉井秀子（昭和3年川島裁縫女学校入学、作家）
- 浦和重（ボート）
- 木下里都（プロ野球）
- 堤太輝（どりあんず）
- 平井俊輔（どりあんず）
- 池内祐介（芸人）
- 野田隆之介（サッカー）
- 松永博子（モデル）
- 坂口理子 (アイドル)
- DJふぉい（ 男性歌手、DJ、ゲーム配信者 ）

## 学校関係者
- 豊島幸一（元本校外部指導者）

## 関連学校・保育園
- 社会福祉法人福岡舞鶴誠和会[9]
  - 福岡舞鶴誠和保育園Ⅰ[3][注釈 1]
    - 理事長 山手俊子[9]

  - 福岡舞鶴誠和保育園Ⅱ[3][注釈 2]
    - 同上

## 提携校
（この節の出典）
- 渋谷教育学園
  - 幕張中学校・高等学校（通称: 渋幕）
※渋谷教育学園＼幕張高等学校、渋谷教育学園＼幕張中学校は学校法人　渋谷教育学園の登録商標です。
"平成30年度に、同校の副校長・田村聡明先生が本校の理事に就任するなど、連携を強化しています。"[10]

## 施設
（施設節の出典）

### 屋外
- 第1グラウンド（主な用途: ラグビー・陸上）[注釈 3]
- 第2グラウンド（主な用途: サッカー）[注釈 4]
- 第3グラウンド（主な用途: 野球・テニス）[注釈 5]
- 全天候型コート
- テニスコート
- サブグラウンド

### 屋内
屋内の施設は全て高等学校・中学校舎敷地内にあり隣接している。
- アリーナ（体育館）
- トレーニングルーム
- 1階は柔剣道場等、2階はアリーナ